# Éditions Jourdan
 (décembre 2011).
Si vous disposez d'ouvrages ou d'articles de référence ou si vous connaissez des sites web de qualité traitant du thème abordé ici, merci de compléter l'article en donnant les références utiles à sa vérifiabilité et en les liant à la section « Notes et références ».
Les Éditions Jourdan sont un groupe francophone qui réunit des marques axées sur l’histoire, le témoignage et la jeunesse.  

## Les maisons d'édition
Les Éditions Jourdan ont été fondées en 1999 par Alain Jourdan, jeune quadragénaire, auparavant directeur commercial puis général des éditions Labor et directeur général et administrateur de la Nouvelle diffusion et des Éditions Complexe.
Les Éditions Jourdan possèdent différentes marques.
Toutes marques confondues, la maison d’édition publie entre 100 et 120 titres, pour des auteurs venant de tous les pays francophones. 
Cette maison est bicéphale puisqu’elle est à la fois basée en plein cœur de Paris et dans la campagne bruxelloise.
Actuellement, les différentes productions du groupe Jourdan sont diffusées et distribuées par Interforum. 
Jourdan développe également un département de livres numériques, DVD et livres audios. 